# المنتقمون الشبان
المنتقمون الشبان (بالإنجليزية: Young Avengers)‏ هو فريق أبطال خارقين خيالي يظهر في القصص المصورة التي تنشرها مارفل كومكس. من صنع كل من ألان هينبرغ وجيم تشيونغ. يضم شخصيات مراهقين لديهم صلة بشخصيات المنتقمين الأساسية. ظهر الفريق لأول مرة في العدد الأول في أبريل سنة 2005. فازت السلسلة بجائزة هارفي سنة 2006 في فئة أفضل سلسلة جديدة.